# International Playing-Card Society
Die International Playing-Card Society (IPCS) ist eine gemeinnützige Organisation für diejenigen, die sich für Spielkarten, ihr Design, ihre Geschichte und ihre Nutzung (sprich vor allem Kartenspiele) interessieren.
Die IPCS hat ihren Sitz im Vereinigten Königreich, hat aber Mitglieder weltweit, insbesondere in Europa. Es gibt eine vierteljährlich erscheinende Zeitschrift The Playing-Card, die Artikel sind hauptsächlich auf Englisch, aber auch auf Französisch, Deutsch, Italienisch und Spanisch. Es werden gelegentlich Monografien namens "IPCS Papers" produziert, und es gibt Musterblätter, die Standard-Spielkartendesigns systematisieren.

## Geschichte
Die IPCS wurde 1972 als The Playing-Card Society zusammen mit der Zeitschrift The Journal of the Playing-Card Society gegründet. Im Mai 1980 wurden die Namen der Gesellschaft und der Zeitschrift geändert in The International Playing-Card Society und The Playing-Card. Als Beilage zur Zeitschrift wurde von 1975 bis zu seiner Einstellung im Jahr 1995 der Newsletter Playing-Card World herausgegeben, der insgesamt 80 Ausgaben umfasst.

## Bemerkenswerte Mitglieder
- Sylvia Mann (1924–1994), Sammlerin von Spielkarten und Autorin, IPCS-Gründungsmitglied und erste Präsidentin der IPCS
- Trevor Denning (1923–2009), Künstler, Kunstlehrer und Experte für spanische Spielkarten
- Michael Dummett (1925–2011), Philosoph, IPCS-Gründungsmitglied und ehemaliger Präsident, Autor u. a. von „The Game of Tarot: From Ferrara to Salt Lake City“ (1980)
- Detlef Hoffmann (1940–2013), deutscher Kunsthistoriker mit vielen Buchpublikationen über historische Spielkarten, ehemaliger Präsident
- Franz Braun (1924–2016), Kartenspielsammler und -händler aus Köln, Ehrenmitglied der IPCS seit 1990
- Thierry Depaulis, französischer Spielehistoriker
- John McLeod, Kartenspielforscher und Manager von pagat.com[1]
- Franco Pratesi, italienischer Wissenschaftler und Spieleforscher, Buchautor und Autor von ca. 250 Artikeln über Spielkarten als Files im Internet[2]
- Ross Caldwell, Administrator von forum.tarothistory.com[3], englischsprachige Diskussionsforen im Internet über die Geschichte des Tarot
- Michael S. Howard, Übersetzer von italienischsprachigen Artikeln über Spielkarten in die englische Sprache[4][5]